# جادسون (ایندیانا)
جادسون (به انگلیسی: Judson) یک منطقهٔ مسکونی در ایالات متحده آمریکا است که در شهرستان هوارد، ایندیانا واقع شده‌است. جادسون ۶۱ نفر جمعیت دارد و ۲۴۶٫۸۹ متر بالاتر از سطح دریا واقع شده‌است.